# I’ll Get By (Film)
I’ll Get By ist ein US-amerikanischer Film von Richard Sale aus dem Jahr 1950. Der romantische Musical-Film in Technicolor ist ein Remake des Films Tin Pan Alley von 1940. I´ll Get By wurde in der Kategorie Beste Filmmusik für die Oscarverleihung 1951 nominiert, erhielt aber anders als Tin Pan Alley 1941 den Oscar nicht.

## Handlung
Freddy Lee und William Spencer sind nicht sehr erfolgreiche Liedermacher. Um ihre Lieder bekannter zu machen, beauftragen sie die Schwestern Terry und Liza Martin Lieder wie Deep in the Heart of Texas und You Make Me Feel So Young mit ihrer Band zu spielen. Die Männer verlieben sich in die Frauen, müssen sich aber schließlich zwischen ihnen und dem Erfolg entscheiden.

## Hintergrund
Gloria DeHaven hatte gerade von Metro-Goldwyn-Mayer gewechselt, I´ll Get By war ihr erster Film für 20th Century Fox. June Haver, die ihre Schwester spielte, war zu der Zeit in einer persönlich schwierigen Zeit: Ihr Verlobter war im Jahr zuvor bei einer Operation gestorben und sie hatte sich dem Katholizismus zugewandt. So unternahm sie 1950 eine Pilgerfahrt nach Rom und sollte ein paar Jahre später für ein paar Monate in ein Kloster in Kansas eintreten. I’ll Get By war nur einer von vier Filmen, die sie während der 1950er noch drehte.
Der Film enthält Cameo-Auftritte von Jeanne Crain und Victor Mature.

## Rezeption
TV Guide urteilte, dass die Handlung durch den permanenten Einsatz von Liedern bis zur Obskurität versteckt würde.